# Dopolavoro Aziendale Marzotto 1937-1938
Questa voce raccoglie le informazioni riguardanti il Dopolavoro Aziendale Marzotto nelle competizioni ufficiali della stagione 1937-1938.

## Rosa
| N. |                   | Ruolo | Calciatore        |
| -- | ----------------- | ----- | ----------------- |
|    | Italia (bandiera) |       | Mario Alfonzi     |
|    | Italia (bandiera) |       | Bruno Anzolini    |
|    | Italia (bandiera) | C     | Silvio Bonino     |
|    | Italia (bandiera) |       | Giuseppe Brunello |
|    | Italia (bandiera) |       | Umberto Cajumi    |
|    | Italia (bandiera) |       | Giuseppe Cesaro   |
|    | Italia (bandiera) | C     | Giuseppe Faggion  |
|    | Italia (bandiera) | P     | Umberto Girolami  |
|    | Italia (bandiera) |       | Alfredo Guernieri |

| N. |                   | Ruolo | Calciatore          |
| -- | ----------------- | ----- | ------------------- |
|    | Italia (bandiera) |       | Battista Mascotto   |
|    | Italia (bandiera) | A     | Antonio Moro        |
|    | Italia (bandiera) | C     | Attilio Mestroni    |
|    | Italia (bandiera) | A     | Angelo Oliviero     |
|    | Italia (bandiera) |       | Plinio Polita       |
|    | Italia (bandiera) |       | Temistocle Possamai |
|    | Italia (bandiera) |       | Marcello Vecchiet   |
|    | Italia (bandiera) |       | Giuseppe Zenari     |
|    | Italia (bandiera) |       | Gastone Zoso        |